# Kilangan (Muara Bulian)
Kilangan is een bestuurslaag in het regentschap Batang Hari van de provincie Jambi, Indonesië. Kilangan telt 1780 inwoners (volkstelling 2010).